# Günther Grünsteudel
Günther Grünsteudel (* 1954) ist ein deutscher Bibliothekar, der durch seine Veröffentlichungen zu musikwissenschaftlichen und regionalen Themen zu Augsburg bekannt wurde.
Er erarbeitete das Woll-Werke-Verzeichnis (WWV) der Werke der Komponistin Erna Woll. 1998 gab er zusammen mit Günter Hägele und Rudolf Frankenberger das Augsburger Stadtlexikon in einer wesentlich bearbeiteten Neuauflage heraus.
Günther Grünsteudel ist Fachreferent für Musik und Politik an der Universitätsbibliothek Augsburg.

## Schriften
- Canadiana-Bibliographie. Veröffentlichungen deutschsprachiger Kanadisten 1980–1987. Brockmeyer, Bochum 1989 ISBN 3-88339-703-2. 2. Auflage 1993, ISBN 3-8196-0087-6.
- Erna Woll. Ein Werkverzeichnis. Wissner, Augsburg 1996, ISBN 3-89639-025-2.
- mit Edwin Michler, Hermann Ullrich: Johann Melchior Dreyer. Ein ostschwäbischer Kirchenmusiker um 1800. Begleitschrift zum Konzert (28. April) und zur Ausstellung (28. April – 5. Mai 1996) im ehemaligen Zisterzienserinnenkloster Kirchheim am Ries. Rieser Kulturtage, Nördlingen 1996, ISBN 3-923373-30-9 (online, PDF; 82 kB).
- mit Günter Hägele, Rudolf Frankenberger (Hrsg.): Augsburger Stadtlexikon. 2. Auflage. Perlach, Augsburg 1998, ISBN 3-922769-28-4 (online).
- Wallerstein. Das schwäbische Mannheim. Begleitband zur Ausstellung der Universitätsbibliothek Augsburg, Wallerstein, Neues Schloß, 1. Juni – 9. Juli 2000. Rieser Kulturtage, Nördlingen 2000, ISBN 3-923373-43-0 (Exzerpt (Memento vom 24. November 2003 im Internet Archive)).
- Canadiana-Bibliographie 1900–2000. Veröffentlichungen deutschsprachiger Kanadisten. ISL, Hagen 2001, ISBN 3-933842-47-6 (Digitalisat des Zentrums für Kanada-Studien der Universität Trier, 2003, PDF; 1,8 MB).
- Musik für die Synagoge. Universitäts-Bibliothek, Augsburg 2008, ISBN 978-3-936504-03-3.